# Kỷ Paleogen
| −60 —–−50 —–−40 —–−30 —–                      | Kỷ Phấn TrắngKỷ Cổ CậnKỷ Tân CậnCổ Tân Thủy TânTiệm TânĐan MạchSelandThanetYpresLutetiaBartonPriabonaRupelChatti |
| \| \| Đại Trung Sinh \| \| \| Đại Tân Sinh \| | |
| đơn vị trục tung: triệu năm                   | |
|                                               | Đại Trung Sinh                                                                                                   |
|                                               | Đại Tân Sinh |

|  | Đại Trung Sinh |
|  | Đại Tân Sinh   |

Kỷ Paleogen (hay kỷ Palaeogen) còn gọi là kỷ Cổ Cận, là một đơn vị cấp kỷ trong niên đại địa chất, bắt đầu khoảng 65,5 ± 0,3 triệu năm trước (Ma) và kết thúc vào khoảng 23,03 ± 0,05 Ma. Nó là một phần của đại Tân Sinh. Trước đây nó được gọi là phân kỷ đệ Tam sớm/hạ, nhưng hiện nay không còn được sử dụng một cách chính thức nữa "Whatever happened to the Tertiary and Quaternary?". Kéo dài khoảng 42 triệu năm, kỷ Paleogen là đáng chú ý nhất trong vai trò của khoảng thời gian mà động vật có vú đã tiến hóa từ các dạng nhỏ, đơn giản thành các động vật đa dạng liền ngay sau sự kiện tuyệt chủng hàng loạt đánh dấu sự kết thúc của kỷ Creta. Một số động vật có vú đã tiến hóa thành các dạng lớn hơn để thống trị mặt đất, trong khi các loài khác trở thành có khả năng sinh sống trong lòng đại dương, các môi trường đất đặc biệt và thậm chí là cả trên không. Chim cũng tiến hóa đáng kể trong kỷ này, biến đổi về cơ bản gần giống như ngày nay. Trong kỷ này, phần lớn các nhánh khác của sự sống trên Trái Đất về cơ bản là ít thay đổi hơn so với chim và động vật có vú. Một số hoạt động chuyển động lục địa cũng diễn ra. Khí hậu về tổng thể là mát hơn trong toàn kỷ Paleogen và các biển nội địa đã rút ra khỏi Bắc Mỹ vào đầu kỷ này.
Kỷ này bao gồm các thế là Paleocen, Eocen và Oligocen. Sự kết thúc của thế Paleocen (55,5/54,8 Ma) được đánh dấu bằng một trong những thời kỳ đáng kể nhất của sự thay đổi toàn cầu trong đại Tân Sinh. Đó là sự thay đổi đột ngột toàn cầu, được gọi là sự tối đa nhiệt thế Paleocen-thế Eocen, đã làm gia tăng lưu thông nước trong lòng đại dương và không khí trong khí quyển dẫn tới sự tuyệt chủng hàng loạt các loài trùng lỗ sống dưới đáy biển sâu và trên đất liền là sự tốc độ thay thế lớn ở động vật có vú. Kỷ Paleogen tiếp ngay sau kỷ Creta và kết thúc khi thế Miocen của kỷ Neogen bắt đầu. Thuật ngữ 'hệ thống Paleogen' (chính thức) và 'hệ thống Hạ đệ Tam' (không chính thức) được áp dụng cho các loại đá trầm tích trong 'kỷ Paleogen'. Thuật ngữ có vẻ gây nhầm lẫn này dường như là do các cố gắng để xử lý các đơn vị phân chia tương đối nhỏ của thời gian có thể trong quá khứ địa chất tương đối gần đây, khi mà có nhiều thông tin còn được lưu giữ. Bằng cách phân chia kỷ đệ Tam ra thành 2 kỷ thay vì 5 thế, thì các kỷ có thể so sánh được một cách gần gũi hơn với độ dài của các kỷ trong các đại Trung Sinh và Cổ Sinh.
Các đơn vị phân chia của kỷ Paleogen từ cổ nhất đến trẻ nhất như sau:
- Thế Paleocen
  - Giai đoạn tương ứng với tầng Đan Mạch: Từ 65,5 ± 0,3 đến 61,7 ± 0,2 Ma
  - Giai đoạn tương ứng với tầng Seland: Từ 61,7 ± 0,2 Ma đến 58,7 ± 0,2 Ma
  - Giai đoạn tương ứng với tầng Thanet: Từ 58,7 ± 0,2 Ma đến 55,8 ± 0,2 Ma
- Thế Eocen
  - Giai đoạn tương ứng với tầng Ypres: Từ 55,8 ± 0,2 Ma đến 48,6 ± 0,2 Ma
  - Giai đoạn tương ứng với tầng Lutetia: Từ 48,6 ± 0,2 Ma đến 40,4 ± 0,2 Ma
  - Giai đoạn tương ứng với tầng Barton: Từ 40,4 ± 0,2 Ma đến 37,2 ± 0,2 Ma
  - Giai đoạn tương ứng với tầng Priabona: Từ 37,2 ± 0,1 Ma đến 33,9 ± 0,1 Ma
- Thế Oligocen
  - Giai đoạn tương ứng với tầng Rupel: Từ 33,9 ± 0,1 Ma đến 28,4 ± 0,1 Ma
  - Giai đoạn tương ứng với tầng Chatte: Từ 28,4 ± 0,1 Ma đến 23,03 ± 0,05 Ma